# 王佳佳
王佳佳（1987年—2024年8月7日），河南省漯河市郾城区人民法院立案庭副庭长、一级法官。2024年8月7日，党某某在王佳佳所居住小区地下车库中将其刺伤至死。

## 生平
参加工作13年来，王佳佳曾获得“先进个人”“'三八'红旗手”“十佳办案能手”“个人三等功”“全区先进政法干警”等多项荣誉。
据人民网记者王佩报道，在好友印象里，王佳佳“热爱生活、兴趣广泛，户外运动、手工、戏曲、动漫、历史、书法......”“会分享各种各样的东西给大家，比如书籍、运动器械，保健设备，甚至养生知识”，“甚至自学了刻章”。

## 刺杀事件背景
据漯河市郾城区人民法院发布的《关于王佳佳法官依法办案惨遭杀害情况的通报》，王佳佳是被因未全部支持党某某诉讼请求而被其刺杀。此前党某某驾驶的两轮电动车与李某某驾驶的小型客车发生碰撞，造成党某某左踝关节处、左腕关节处轻微损伤。经交警部门事故责任认定，李某某负事故全责，党某某无责任。双方和解不成后，党某某后向郾城区人民法院提起诉讼，请求判令被告李某某和李某某投保的某财产保险公司赔偿其医疗费等各种损失18832.93元。
此案由王佳佳承办，经公开开庭审理，根据党某某在交通事故责任认定书上签字确认的损失范围以及双方提供的证据，对党某某主张的医疗费、施救费等损失全部予以支持；因其住院29天中的后14天并未实际住院，医嘱仅开具1盒口服止痛胶囊和3盒外用消痛贴膏，结合交警部门认定党某某伤势轻微及被告的答辩意见，故酌定按15天计算住院伙食补助费、营养费、护理费、误工费、交通费；对缺乏证据证明的其他财产损失请求依法不予支持。遂于7月23日判令某财产保险公司在交强险责任限额内赔偿党某某各项损失9384.89元。

## 反应
最高人民法院党组书记、院长张军向王佳佳家属表达深切慰问，对王佳佳表示哀悼。
受最高人民法院党组书记、院长张军和河南省省委书记楼阳生委托，8月14日，省委副书记、政法委书记孙梅君，省高级人民法院党组书记、院长胡道才一行来到漯河市郾城区，看望慰问王佳佳家属，转达张军、楼阳生等人对王佳佳遇害的哀悼，对王佳佳家属的深切慰问，对杀害办案法官行为的谴责。
2024年8月16日上午，最高人民法院党组成员、政治部主任李成林在河南省漯河市参加王佳佳法官遗体告别仪式。